# Centaurea glaberrima
Centaurea glaberrima — вид квіткових рослин айстрових (Asteraceae). Ареал: Албанія, Хорватія, Боснія і Герцеговина, Чорногорія.